# جوردن هيل
جوردن هيل (بالإنجليزية: Jordan Hill)‏ مواليد 27 يوليو 1987، هو لاعب كرة سلة أمريكي يلعب مع فريق لوس أنجلوس ليكرز في الرابطة الوطنية لكرة السلة ويحمل الرقم 27. يبلغ طوله 6 قدم 10 بوصة (2.1 م).

## فرق لعب لها
- نيويورك نيكس
- هيوستن روكتس
- لوس أنجلوس ليكرز

## روابط خارجية
- جوردن هيل على موقع إن بي أي (الإنجليزية)
- جوردن هيل على موقع سبورتس رفرنس (الإنجليزية)
- جوردن هيل على موقع كرة السلة الأوروبية.كوم (الإنجليزية)
- جوردن هيل على موقع إي إس بي إن.كوم (الإنجليزية)
- جوردن هيل على موقع كلية كرة السلة في سبورتس رفرنس.كوم (الإنجليزية)
- جوردن هيل على موقع ريلجم (الإنجليزية)
- جوردن هيل على موقع بروبوليرز (الإنجليزية)